# تپه کاروانسرایری
تپه کاروانسرایری مربوط به سده‌های میانه دوران‌های تاریخی پس از اسلام است و در شهرستان سرآب، بخش مرکزی، دهستان صائین، ۱ کیلومتری شمال روستای زیری واقع شده و این اثر در تاریخ ۶ اسفند ۱۳۸۵ با شمارهٔ ثبت ۱۷۵۳۱ به‌عنوان یکی از آثار ملی ایران به ثبت رسیده است.